# Egone stygialis
Egone stygialis är en fjärilsart som beskrevs av Turner. Egone stygialis ingår i släktet Egone och familjen nattflyn. Inga underarter finns listade i Catalogue of Life.